# José Carratalá
José Manuel de Carratalá Martínez (Alicante, España, 1792 - Madrid, 13 de diciembre de 1855) fue un militar realista español, de destacada actuación en la lucha contra los independentistas del Perú y el Alto Perú.

## Biografía
Cursó estudios de derecho en la Universidad de Valencia, licenciándose en derecho en 1808, pero tras la invasión napoleónica regresó a su ciudad natal para incorporarse al ejército; fue el principal responsable de organizar la resistencia en Alicante y tras participar en varios combates se le reconoció el grado de coronel.
Se refugió en Cádiz tras la invasión enemiga de Andalucía, y más tarde continuó combatiendo a las órdenes de Wellington.
Se unió a la expedición de 1816 de Pablo Morillo contra Colombia y Venezuela. Reconquistadas estas regiones para los realistas, se sumó al ejército del virrey del Perú en el Alto Perú.
En 1817 se enfrentó contra las tropas de Güemes en Salta y Jujuy, a las órdenes del general José de la Serna. Ocupó la ciudad de Jujuy por unas semanas, tiempo durante el cual se comprometió con una rica dama salteña, Ana de Gorostiaga y Rioja. En otra invasión, al año siguiente, se casó con ella, en la iglesia matriz de Jujuy. (Según otra versión, el casamiento fue en Salta, el año anterior).
Fue jefe del estado mayor del general José Canterac en el Alto Perú, pero ascendió hasta ser su superior, como mariscal y gobernador de Potosí. Apoyó las expediciones del general Pedro Antonio Olañeta a Salta y Jujuy de 1820 a 1822. Pertenecía, como Olañeta, al grupo absolutista de la oficialidad del Perú, pero no participó en los enfrentamientos militares de la rebelión de Olañeta contra el virrey De la Serna.
Durante el comienzo de la campaña de José de San Martín en el Perú, fue destinado al centro del Perú. Tras ordenar la completa destrucción de la villa de Cangallo, cerca de Huamanga, el 17 de diciembre de 1821, enfrentó la campaña de Arenales a la Sierra. Posteriormente fue comandante militar de Huamanga y luego de Ica. Durante la toma de la ciudad de Huamanga por parte de los realistas ordenó la ejecución de la mártir patriota, María Parado de Bellido.
Luchó en la batalla de Ayacucho como jefe del batallón de fernandinos, de la división de reserva, y fue tomado prisionero.
Apenas recuperada su libertad, regresó a España. Poco antes de la muerte de Fernando VII, fue nombrado ministro de Guerra y Marina. Durante la década de 1840 fue senador en las Cortes, representando a la provincia de Sevilla.
Falleció en Madrid en diciembre de 1855.